# Vossevangen
Vossevangen is een plaats in de gemeente Voss herad in Noorse provincie Vestland. Vossevangen telt 5674 inwoners (2007) en heeft een oppervlakte van 4,51 km².
In Vossevangen bevindt zich het station Voss van de Bergensbanen.

## Geschiedenis
De inwoners van het plaatsje zouden in 1023 door Olav de Heilige bekeerd zijn. Het "Olavskruis", dat zich tussen gemeentehuis en postkantoor bevindt, stamt waarschijnlijk uit die tijd.
De "Vangs-kerk", in vroeggotische stijl, werd in 1277 ingewijd. Haar muren zijn tot 2 meter dik. Het stenen altaar dateert vermoedelijk ook uit die periode.
Door een Duits bombardement in 1940 werd de plaats grotendeels verwoest.

## Galerij

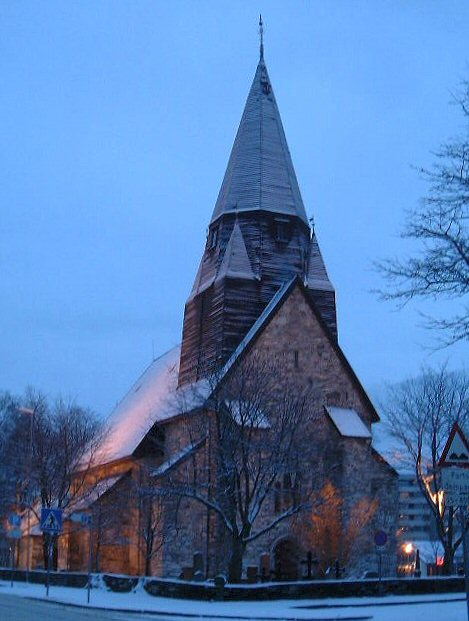
De Vangskerk
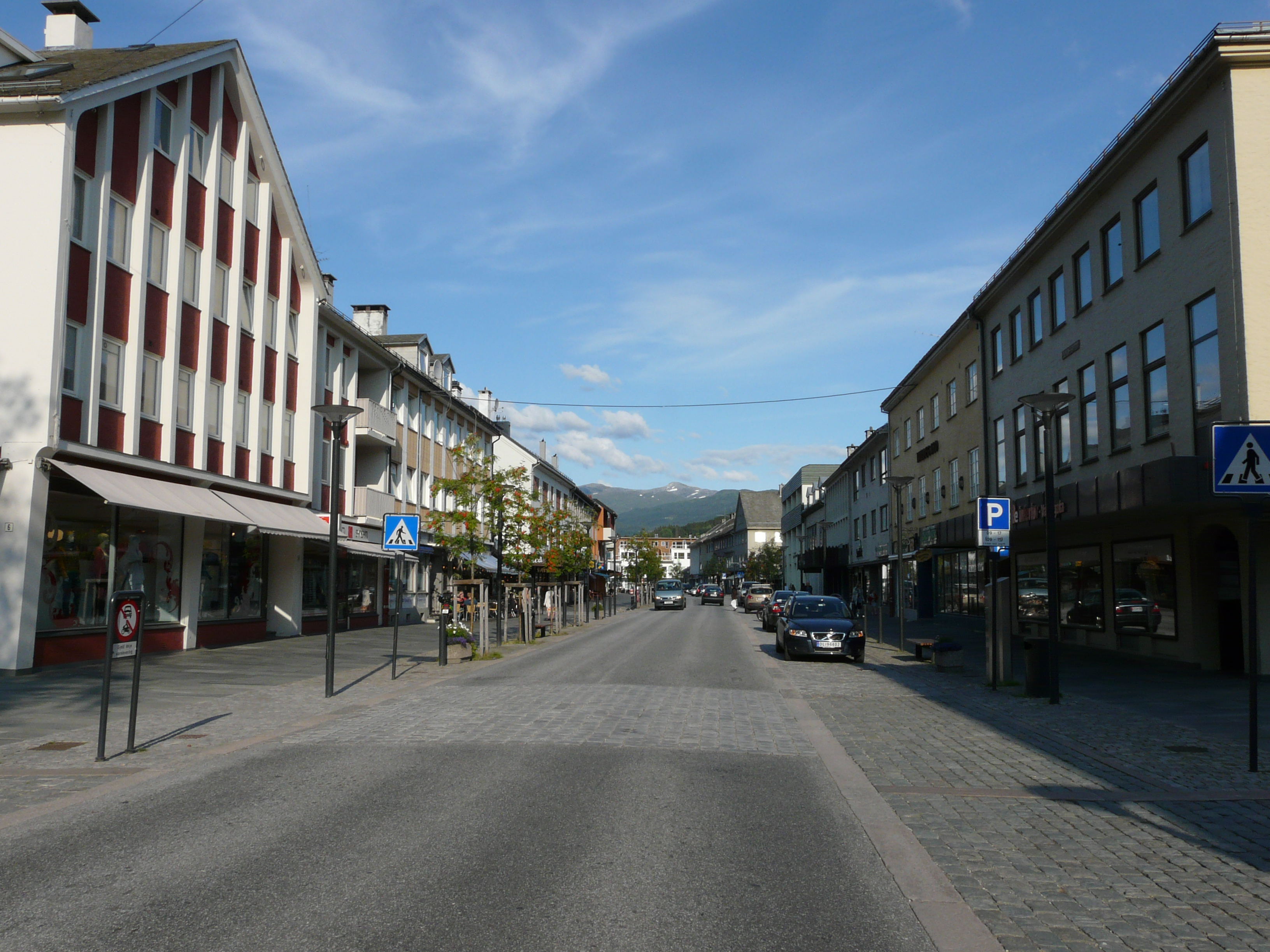
De hoofdstraat
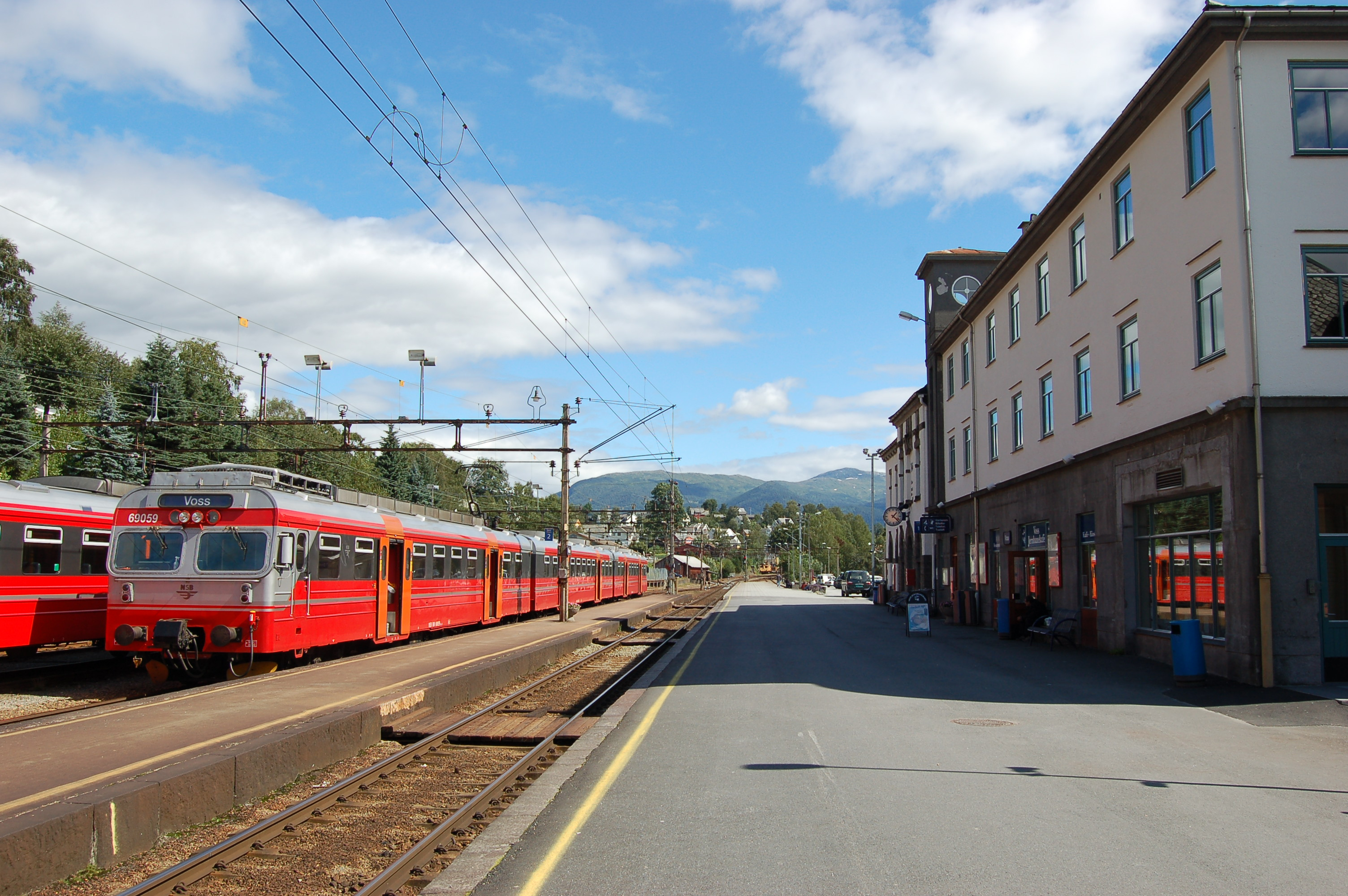
Het station Voss